# Pekan Olahraga Nasional I/Badminton
Bei den Pekan Olahraga Nasional I wurden im Badminton nur Titelträger bei den Herrenteams ermittelt. Die Wettkämpfe fanden vom 9. bis zum 12. September 1948 in Surakarta statt. Sieger wurde Surakarta vor Kediri und Priangan.

## Medaillengewinner
| Disziplin  | Gold      | Silber | Bronze   |
| ---------- | --------- | ------ | -------- |
| Herrenteam | Surakarta | Kediri | Priangan |